# São José do Jacuri
São José do Jacuri is een gemeente in de Braziliaanse deelstaat Minas Gerais. De gemeente telt 7.234 inwoners (schatting 2009).

## Aangrenzende gemeenten
De gemeente grenst aan Coluna, Frei Lagonegro, José Raydan, São João Evangelista, São Pedro do Suaçuí en São Sebastião do Maranhão.

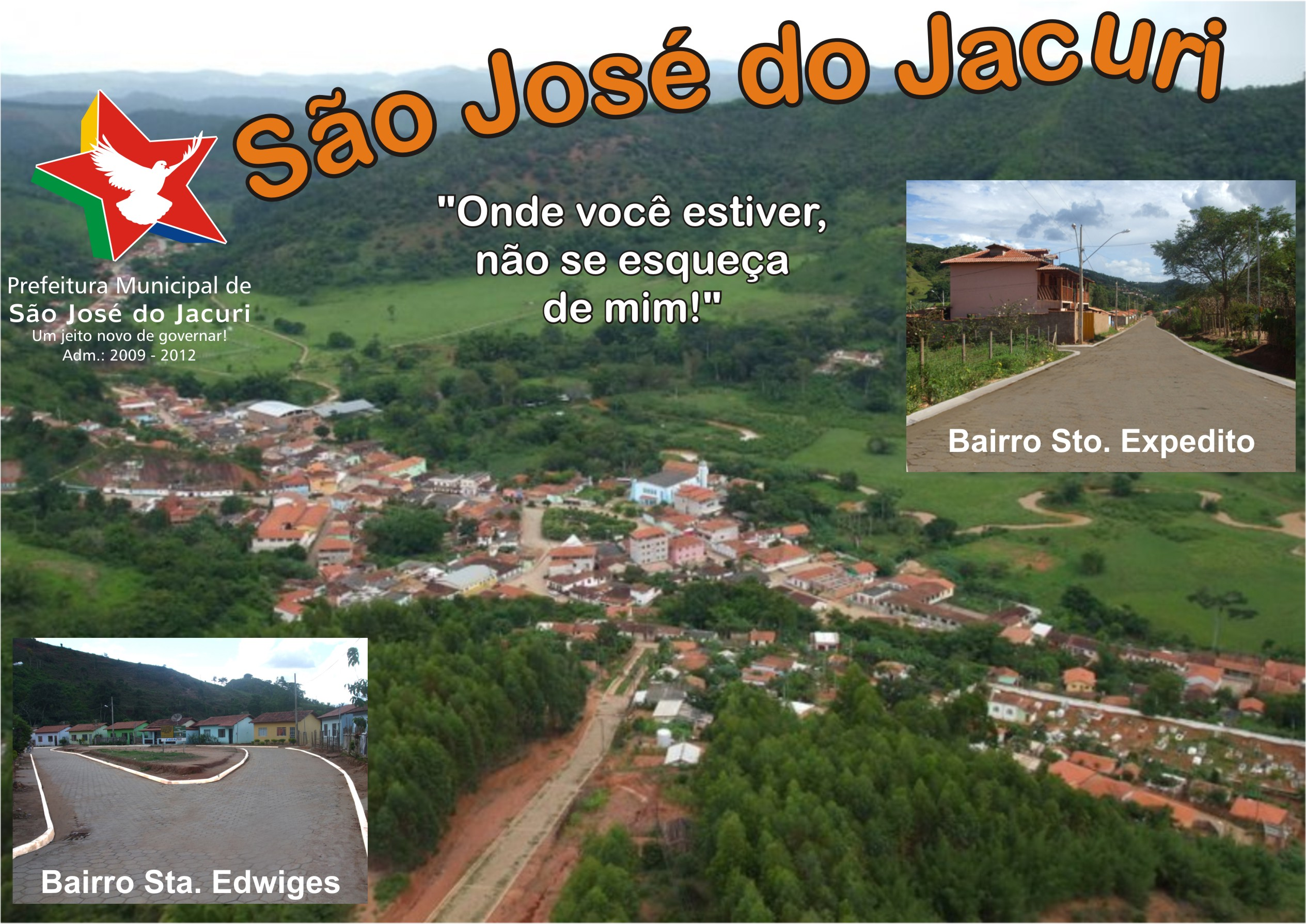
São José do Jacuri